# Cloud Lake
Cloud Lake és una població dels Estats Units a l'estat de Florida. Segons el cens del 2000 tenia 167 habitants.

## Demografia
Segons el cens del 2000, Cloud Lake tenia 167 habitants, 62 habitatges, i 43 famílies. La densitat de població era de 1.074,7 habitants per km².
Dels 62 habitatges en un 30,6% hi vivien nens de menys de 18 anys, en un 56,5% hi vivien parelles casades, en un 9,7% dones solteres, i en un 30,6% no eren unitats familiars. En el 25,8% dels habitatges hi vivien persones soles el 9,7% de les quals corresponia a persones de 65 anys o més que vivien soles. El nombre mitjà de persones vivint en cada habitatge era de 2,69 i el nombre mitjà de persones que vivien en cada família era de 3,33.
Per edats la població es repartia de la següent manera: un 25,7% tenia menys de 18 anys, un 7,2% entre 18 i 24, un 30,5% entre 25 i 44, un 27,5% de 45 a 60 i un 9% 65 anys o més.
L'edat mediana era de 38 anys. Per cada 100 dones de 18 o més anys hi havia 82,4 homes.
La renda mediana per habitatge era de 55.625 $ i la renda mediana per família de 57.292 $. Els homes tenien una renda mediana de 31.250 $ mentre que les dones 30.833 $. La renda per capita de la població era de 24.311 $. Cap de les famílies estaven per davall del llindar de pobresa.

## Poblacions més properes
El següent diagrama mostra les poblacions més properes.